# Гасенки
Гасенки (укр. Гасенки) — село,
Клюшниковский сельский совет,
Миргородский район,
Полтавская область,
Украина.
Код КОАТУУ — 5323283405. Население по переписи 2001 года составляло 480 человек.
Село указано на трехверстовке Полтавской области. Военно-топографическая карта.1869 года как хутора Гасенковы

## Географическое положение
Село Гасенки находится на расстоянии в 1,5 км от села Клюшниковка и посёлок Дибровка.
По селу протекает пересыхающий ручей с запрудой.
Рядом проходит железная дорога, станция Дубровский Конный завод.

## Экономика
- Молочно-товарная и птице-товарная фермы.

## Объекты социальной сферы
- Клуб.